# باشگاه فوتبال یزد لوله
باشگاه فوتبال یزد لوله یک باشگاه فوتبال ایرانی است که در شهر یزد، استان یزد قرار دارد.
امتیاز این باشگاه پس از  حضور پیدا نکردن باشگاه فوتبال سنگ آهن بافق در لیگ آزادگان در مرداد سال ۱۳۹۲ توسط شرکت یزد لوله خریداری شد. ورزشگاه این باشگاه ورزشگاه شهید نصیری است.